# Georg Christian Maternus de Cilano

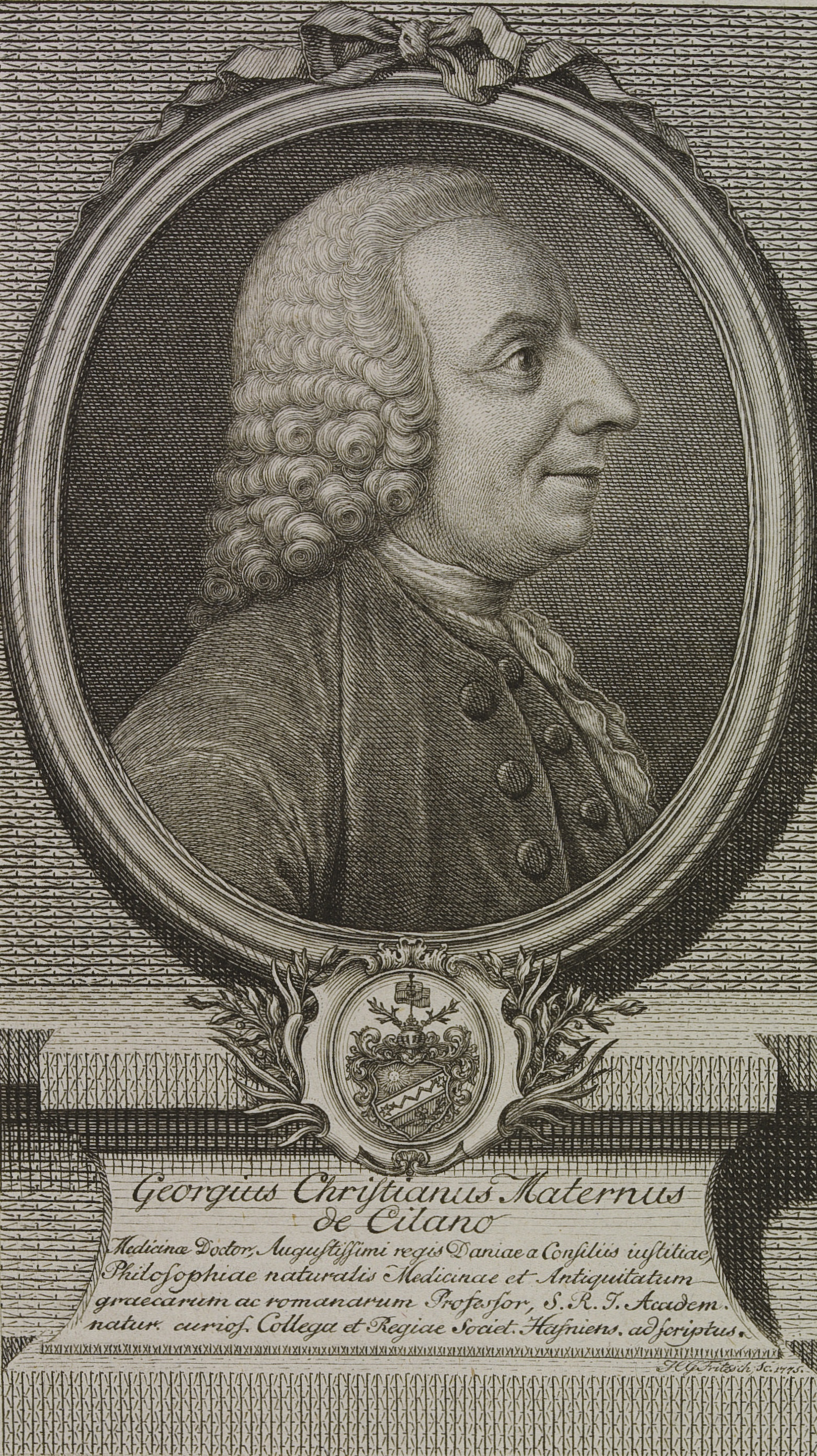
Johann Christian Gottfried Fritzsch: Georg Christian Maternus de Cilano, mit dem Wappen seiner lombardischen Familie. Kupferstich, 1775

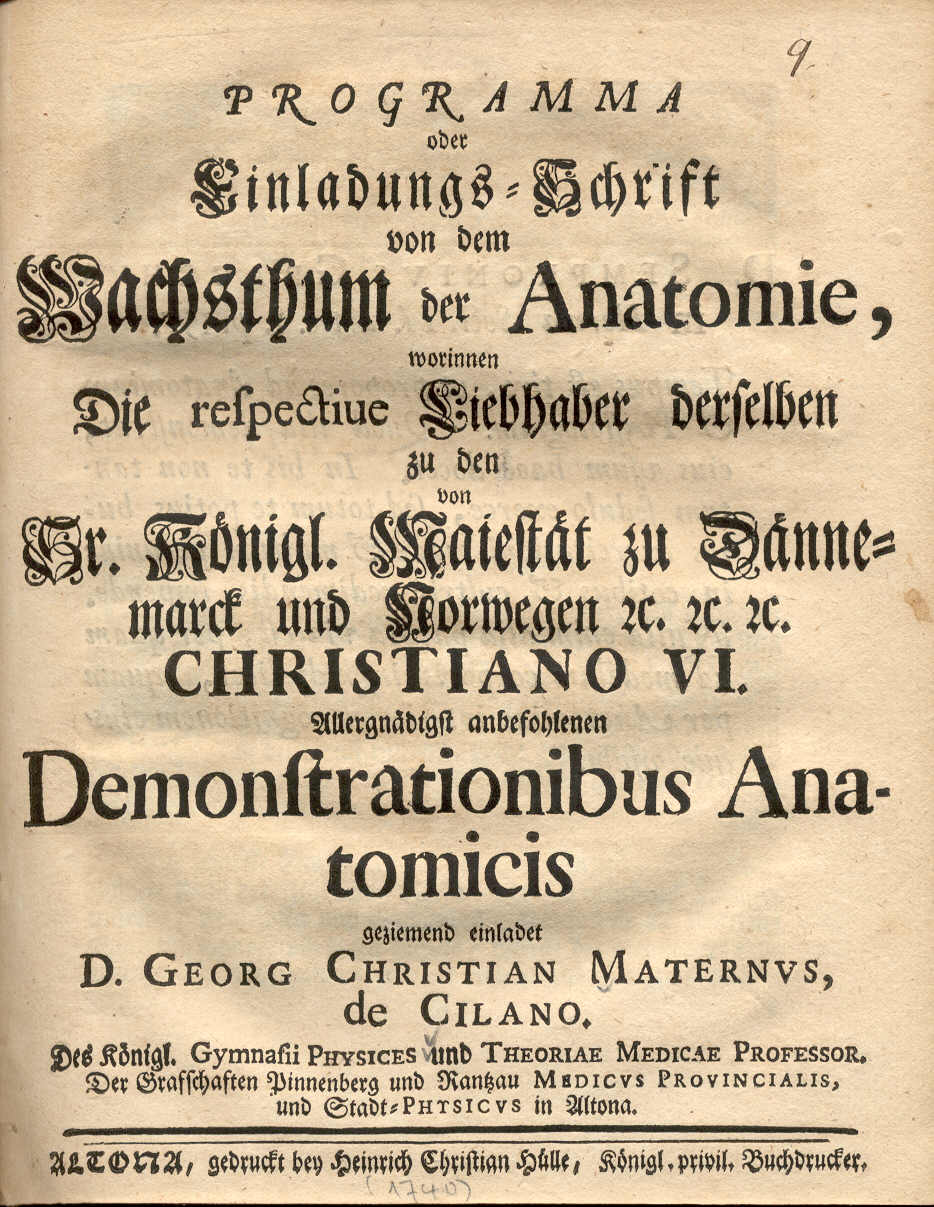
Einladung zu einer Vorlesung Matern de Cilanos, Altona 1740

Georg Christian Matern de Cilano (* 18. Dezember 1696 in Pressburg; † 9. Juli 1773 in Altona) war Stadtphysikus, Professor der Altertümer, königlich-dänischer Justizrat, Schriftsteller und Bibliothekar in Altona.

## Leben und Wirken
Georg Christian Maternus de Cilano war der Sohn eines Pressburger Senators. Sein Großvater, Jakob Matern, war aus religiösen Gründen aus der Lombardei nach Pressburg eingewandert; die Familie habe, wie es heißt, zu einem alten italienischen Adelsgeschlecht gehört. Die Herkunft des Namenszusatzes de Cilano ist unbekannt. Vor 1719 ging Maternus de Cilano nach Halle und studierte dort Theologie und die schönen Wissenschaften. Nach einigen Jahren wandte er sich den Naturwissenschaften zu, nunmehr in Helmstedt, wo er 1724 die Doktorwürde erlangte.
Nach einem Aufenthalt in Halberstadt ließ Maternus de Cilano sich in Altona nieder, dort wurde er kurz nach 1737 zum Stadtphysikus ernannt; das Amt führte er bis 1750 erfolgreich aus. Seit dem 22. Dezember 1738 war er am neu gegründeten königlich-dänischen Gymnasium Academicum zu Altona auch als Professor der Arznei und Physik sowie der Griechischen und Römischen Alterthümer tätig. 1743 wurde er der erste Bibliothekar der Anstalt, die bereits bei ihrer Gründung 1738 über einen wertvollen Buchbestand verfügt hatte, der sich in den folgenden Jahrzehnten unter seiner Leitung schnell vermehrte. Eine seiner besonderen Leistungen als Bibliothekar des Gymnasium Academicum bestand in der bibliographischen Erfassung des Donum Kohlianum, der wertvollen Buchsammlung des Johann Peter Kohl, die der Anstalt im Jahre 1768 zugegangen war; Cilanos handschriftlicher Katalog erlaubte die vom Donator gewünschte gesonderte Aufstellung der Kollektion und deren Erhalt im Rahmen einer schnell wachsenden Anstaltsbibliothek in den folgenden zwei Jahrhunderten. Im Jahr 1745 wurde er zum Mitglied der Leopoldina gewählt.
Nachdem das Gymnasium 1744 nach seinem Gründer, dem dänischen König Christian VI. den Namen Christianeum erhalten hatte, wechselte die Direktion der Anstalt rotierend; Maternus de Cilano amtierte zweimal als Direktor. Infolge der Privilegien des Gymnasiums bekleidete er zudem das Amt eines Justizrats. Mit der politischen Neuordnung durch die ab 1770 in Kopenhagen von Johann Friedrich Struensee – der von 1757 bis 1768 gleichfalls als Altonaer Stadtphysikus gearbeitet hatte – erlassenen Reformen, die auch das dänische Altona betrafen, verlor Maternus de Cilano seine Ämter und ging 1771 in Pension; bis zu seinem Tode blieb er jedoch der Bibliothekar des Christianeums.

## Nachleben
Maternus de Cilano besaß eine eigene wertvolle Büchersammlung, deren Bestände sich heute in der historischen Bibliothek des Christianeums und in der Hamburger Staats- und Universitätsbibliothek befinden. Von seinen vielfältigen Veröffentlichungen als Schriftsteller gilt die postum 1775 erschienene Abhandlung der römischen Alterthümer als die bekannteste.
Neben dem Kupferstich aus den Alterthümern war eine nach einem Lebendabguss gestaltete Wachsbüste Maternus de Cilanos erhalten, die im Altonaer Museum aufbewahrt wurde; diese war zunächst dem Christianeum 1799 von Johann Christoph Unzer (1746–1809), von 1775 bis 1792 dortselbst Professor, aus dem Nachlass seines Onkels, des 1799 verstorbenen Arztes Johann August Unzer, übereignet worden. Da auf dem Wachskopf die Zahl „1744“ eingeritzt war, wurde angenommen, dass es sich um einen von Unzer selbst angefertigten (Gips-)Abguss gehandelt haben könnte. Die Wachsbüste ist nicht erhalten.

## Werke (Auswahl)
- Programma de praestantia philosophiae naturalis. Altona, 1739 (Antrittsvorlesung Maternus de Cilanos am neu gegründeten Gymnasium Academicum in Altona)
- Commentatio de aqua virgine, ingenti aedilitatis opere Marci Agrippae. Altona 1754
- Programma de Saturnalium origine et celebrandi ritu apud Romanos. Altona, 1759
- Ausführliche Abhandlung der Römischen Alterthümer. 3 Theile. In Ordnung gebracht und herausgegeben von Georg Christian Adler. Altona, 1775